# 艾迪·路易斯
愛德華·占士·"艾迪"·路易斯（英語：Edward James "Eddie" Lewis，1974年5月17日—），簡稱艾迪·路易斯（英語：Eddie Lewis），出生在喜瑞都，是一名美國足球員，現效力美職聯球會洛杉磯銀河。

## 球會生涯

### 早期
路易斯就讀於喜瑞都高校，後來在1995年時成為洛杉磯加利福尼亞大學的大學足球員。在1996年美職聯大學選秀中，路易斯在第三輪被聖荷西地震選中。路易斯在聖荷西地震效力了四年，在他加盟的第二個球季，路易斯已經成為了正選球員。原本路易斯是司職前鋒的，後來在職業足球生涯早期便轉為出任左中場。路易斯合共替聖荷西地震上陣了115場，攻入9球及交出35個助攻，這些表現令到他在1999年贏得美職聯最佳11人。

### 富咸
2000年，路易斯轉投英格蘭球會富咸。路易斯在富咸度過了三個球季，但是並未有上陣過太多次，尤其是在他效力的最後一年，適逢富咸升上英超。2001/02球季，路易斯僅上陣了一場。路易斯合共代表這倫敦球會上陣了14場並攻入1球。

### 普雷斯頓
2002年，路易斯加盟普雷斯頓並效力了三年，儘管路易斯並沒有時常入球，不過他一貫的表現卻引起了球迷的巨大反響。

### 列斯聯
2005年6月，路易斯自由轉會至列斯聯。
路易斯在艾蘭路球場的表現令人印象深刻。這位任意球能手在對般尼的賽事中射入妙絕的自由球，其後在更重要的附加賽首回合，對其前球會普雷斯頓亦射入自由球。2006年夏天，狼隊希望羅致路易斯，不過被列斯聯主席肯·碧斯所拒絕。2006/07球季，路易斯仍然是列斯聯的常規左翼。領隊丹尼斯·韋斯上任後不久，路易斯轉為出任左閘，但之後，路易斯重回其左翼位置，不過在餘下的賽季中，路易斯一直輪流出任這兩個位置，當季他替列斯聯攻入了3球。
在5月出版的列斯雜誌《Leeds Leeds Leeds》中，路易斯表示就算列斯聯降落英甲，他仍然會留在艾蘭路球場。2006/07球季完結後，路易斯被列斯聯球迷評選為年度最佳球員，成為球會史上第四位非英國球員獲得此殊榮。

### 打比郡
2007年7月，路易斯的合約結束後，他與打比郡簽下了兩年合約。2007年11月10日，路易斯在對韋斯咸的賽事中攻入了一球烏龍球。2008/09球季，路易斯同意與打比郡解約，並前往美職聯打滾。

### 洛杉磯銀河
2008年8月21日，路易斯加盟洛杉磯銀河，並在前美國領隊布魯斯·艾連拿的麾下效力。

## 國際賽生涯
1996年10月16日，路易斯代表美國在對秘魯的賽事中首次亮相，由於當時大部分常規美國國腳因工資問題而抵制了這場賽事，使到路易斯獲得了機會。與大部分在這場比賽中上陣的球員不同的是，路易斯保持著其國腳地位，截至2007年10月已代表美國上陣了73場。路易斯亦參與了2002年世界盃，並在對墨西哥的賽事中將球傳給蘭頓·當奴雲，而後者亦不負所託攻入賽事中的第二球，最終的比分是2-0。
由於左中場位置的競爭非常激烈，尤其是達馬高斯·比士利的威脅，路易斯在2005年後期轉為出任左閘，並在2005年8月17日對千里達的賽事中首次以左閘位置身份上陣。雖然路易斯在球會時仍然是出任左中場，但路易斯亦樂意在國家隊中出任左閘。
2006年5月2日，路易斯再此被列入世界盃大軍名單中。路易斯以左閘身份在對捷克的賽事中上陣，但最終以0-3大敗。其後，美國戰平了最終冠軍意大利，而路易斯則在對加納的賽事中重返左中場的位置。

## 外部連結
- 足球数据库：艾迪·路易斯的球员统计数据
- Eddie Lewis articles on Yanks Abroad （页面存档备份，存于）